# Maureece Rice
Maureece Malik Rice (Filadelfia, 14 marzo 1984) è un ex cestista statunitense, professionista nella NBDL, in Ucraina e in Venezuela.